# Impatiens lawii
Impatiens lawii är en balsaminväxtart som beskrevs av Joseph Dalton Hooker och Thoms. Impatiens lawii ingår i släktet balsaminer, och familjen balsaminväxter. Inga underarter finns listade i Catalogue of Life.

## Bildgalleri

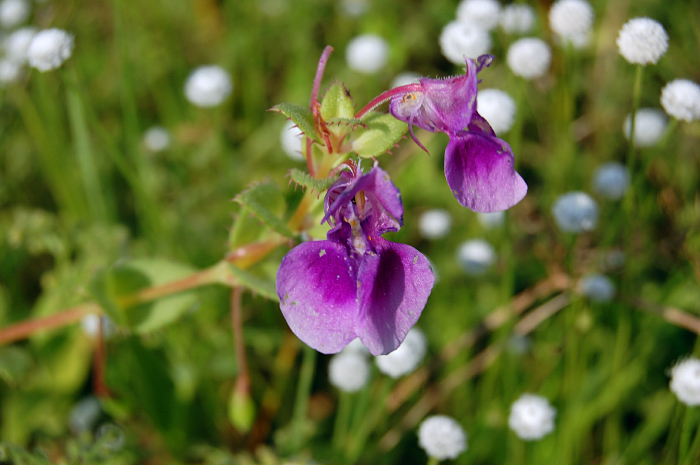
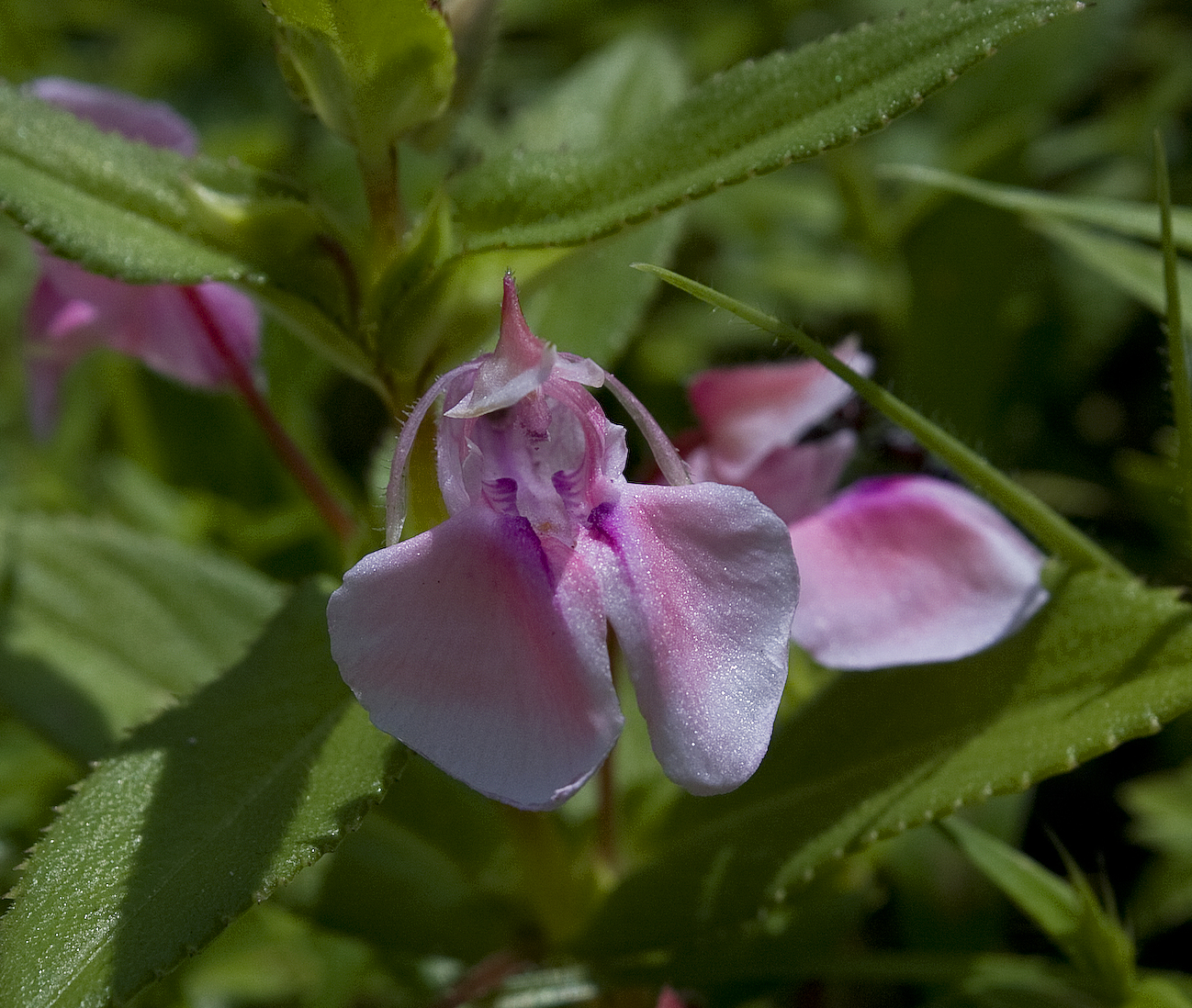